# I sanningens tjänst
I sanningens tjänst (engelska: Just Cause) är en amerikansk kriminaldramafilm från 1995 i regi Arne Glimcher. Filmen är baserad på John Katzenbachs roman med samma namn. I huvudrollerna ses Sean Connery och Laurence Fishburne. 

## Rollista i urval
- Barbara Jean Kane – Joanie Shriver
- Sean Connery – Paul Armstrong
- Laurence Fishburne – Detective Tanny Brown
- Kate Capshaw – Laurie Prentiss Armstrong
- Blair Underwood – Bobby Earl Ferguson
- Ed Harris – Blair Sullivan
- Christopher Murray – Detective T. J. Wilcox
- Ruby Dee – Evangeline
- Scarlett Johansson – Katie Armstrong
- Daniel J. Travanti – fängelsedirektör
- Ned Beatty – McNair
- Kevin McCarthy – Phil Prentiss